# Iván Morante
Iván Morante Ruiz (León, 15 de enero del 2001) es un futbolista español que juega como centrocampista en el Burgos C.F. de la Segunda División de España.

## Trayectoria
De padre cántabro (originario de Puente Pumar, Polaciones) y nacido en León, se forma en las canteras del Club Deportivo Ejido de León y Villarreal CF, donde llegó a jugar algunos partidos en su filial de la Segunda División B. En enero de 2020 firma por el Real Madrid para jugar inicialmente en su filial, aunque también disputaría unos encuentros en el primer equipo juvenil con motivo de jugar la UEFA Youth League, de la cual saldrían campeones con Iván como una de las estrellas del equipo.
El 19 de julio de 2022 abandona el club para firmar por la U. D. Ibiza de la Segunda División de España, dando así el salto al fútbol profesional con el que disputó 32 partidos.
El 19 de julio de 2023 firma por el Real Racing Club de la Segunda División de España, al que llega cedido por el Ibiza.

## Clubes
Actualizado al último partido disputado el 05 de enero de 2025.
| Club                 | País          | Año           | Partidos | Goles |
| -------------------- | ------------- | ------------- | -------- | ----- |
| Villarreal CF "B"    | España        | 2019-2020     | 4        | 0     |
| Real Madrid Castilla | España        | 2020-2022     | 38       | 1     |
| U.D. Ibiza           | España        | 2022-2023     | 34       | 1     |
| Real Racing Club     | España        | 2023-2024     | 35       | 2     |
| Burgos C.F.          | España        | 2024-Act.     | 23       | 0     |
| Total carrera        | Total carrera | Total carrera | 134      | 4     |

## Palmarés

### Campeonatos internacionales
| Título                    | Club              | Sede  | Año     |
| ------------------------- | ----------------- | ----- | ------- |
| Liga de Campeones juvenil | Real Madrid C. F. | Suiza | 2019-20 |